# Sikanderpur (Ballia)
Sikanderpur è una suddivisione dell'India, classificata come nagar panchayat, di 21.790 abitanti, situata nel distretto di Ballia, nello stato federato dell'Uttar Pradesh.